# A. Motard & Co.

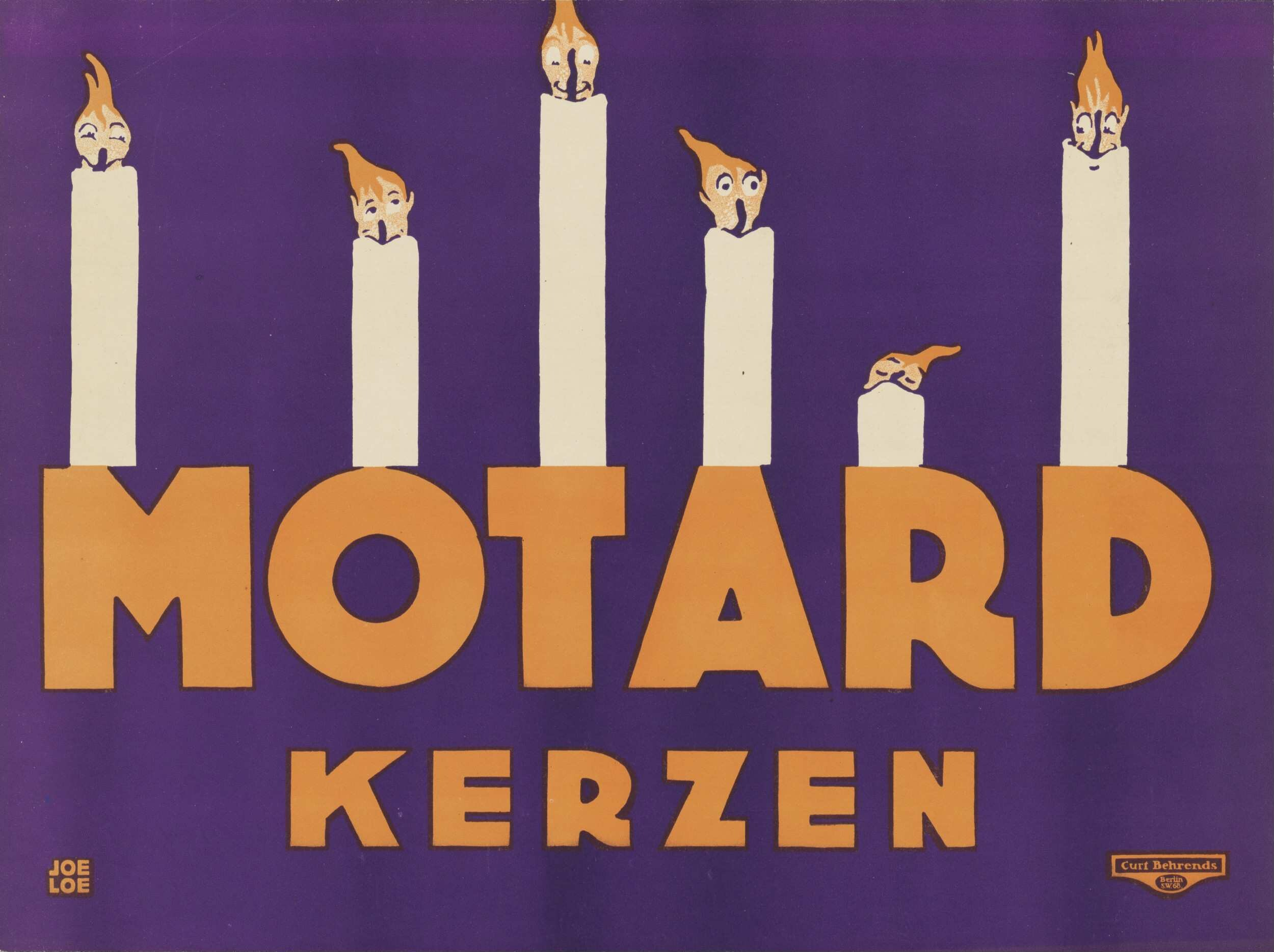
Werbeplakat für Motard Kerzen (um 1910)

A. Motard & Co. war ein Berliner Unternehmen, das bis 1979 Stearinkerzen und andere chemische Produkte herstellte. Gegründet wurde es vermutlich 1838 von dem Franzosen Adolphe Motard, der es 1882 an seinen Sohn Charles Eugène vererbte. Nachdem dieser eine Umsiedlung und Erweiterung der Produktionsstätte vorgenommen hatte, beschäftigte A. Motard & Co. über 400 Personen. 1923 erfolgte die Umwandlung in eine Aktiengesellschaft, 1937 die Übernahme durch einen Chemiekonzern und die Weiterführung als Scheidemandel-Motard-Werke AG. 1979 erwarb die spätere Gelita die Mehrheit der Anteile und stellte ein Jahr später die Stearinkerzenproduktion ein.

## Vorgeschichte
Der Arzt und Hygieniker Adolphe Motard (1804–1882) hatte 1831 zusammen mit dem befreundeten Mediziner Adolphe de Milly in Paris in der Nähe der Place de l’Étoile eine kleine Kerzenfabrik gegründet. Ihr Ziel war es, die Entwicklung der Stearinkerze voranzutreiben und damit die Vorteile der traditionellen Kerzenrohstoffe zu vereinen: die niedrigen Kosten von Talg und das tropffreie Verbrennen von Bienenwachs. Das auf zehn Jahre befristete Patent vom 10. Dezember 1831 auf die Verseifung mit Kalk lief auf beider Namen. Für ihre bougie de l’Étoile erhielten sie 1833 von der Gesellschaft zur Förderung der nationalen Industrie (Société d’Encouragement pour l’industrie nationale) eine Silbermedaille. Die alleinige Erwähnung de Millys bei der Industrieausstellung von 1834 deutet darauf hin, dass Motard das Unternehmen zu diesem Zeitpunkt bereits verlassen hatte. Einige Jahre später übersiedelte er nach Berlin, wo die Stearinkerzenproduktion noch in den Kinderschuhen steckte.

## Standort Hallesches Tor

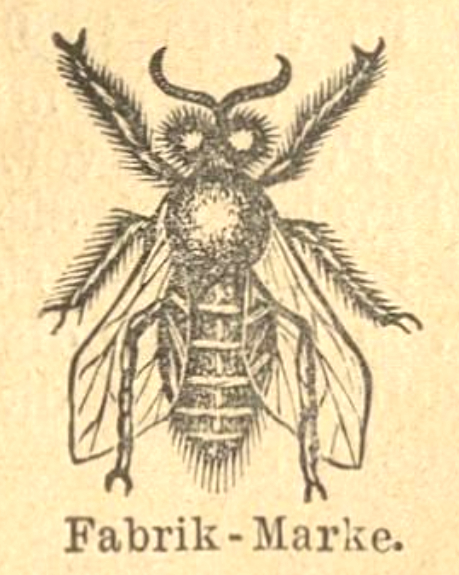
Honigbiene als Motard Bildmarke

Der Katalog zur Berliner Gewerbeausstellung 1896 gibt als Gründungsdatum des Unternehmens A. Motard & Co. das Jahr 1838 an. Der Firmensitz befand sich in der Brüderstraße 15. Die Siederei richtete der Unternehmer wegen der Geruchsbelästigung außerhalb der Berliner Zoll- und Akzisemauer und in direkter Nachbarschaft der Friedhöfe vor dem Halleschen Tor im heutigen Stadtteil Kreuzberg mit Adresse Vor dem Halleschen Thore 6 ein. 1852 erfolgte eine Umbenennung der Straße am Halleschen Tor in Hellweg, 1868 eine erneute Umbenennung in Gitschiner Straße.
Die ersten fünfzehn Jahre erwiesen sich als schwierig. Ab 1844 konnte sich das Unternehmen zwar mit einer auf der Allgemeinen Deutschen Gewerbe-Ausstellung errungenen Silbernen Preismedaille schmücken, zu einem nennenswerten Erfolg führten jedoch erst die Einführung des Destillationsverfahrens im Jahr 1853 und die Verwertung diverser Nebenprodukte. 1879 sorgten „gegen 200“ Beschäftigte für eine Tagesproduktion von 150.000 Kerzen.

## Standort Sternfeld

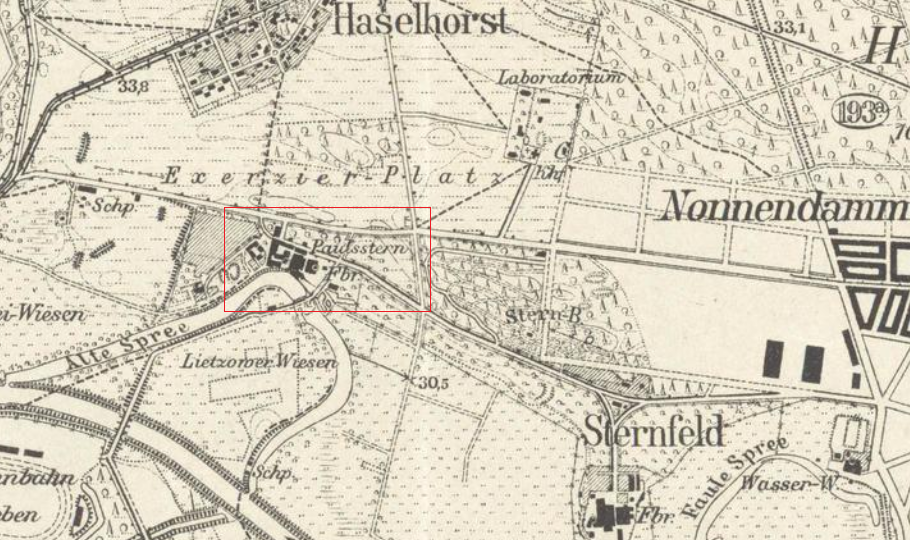
Paulstern und Sternfeld bei Spandau (1901)

Nach dem Tod des erneut in die Heimat zurückgekehrten Fabrikbesitzers bahnten sich Veränderungen an. Das Immobilieneigentum ging an seinen Sohn Charles Eugène (1840–ca. 1925) über, die Inhaberschaft der Fabrik teilte dieser sich mit seiner in Frankreich lebenden Mutter Marie-Florence Motard. Da sich seine Erweiterungspläne am Standort Gitschiner Straße nicht verwirklichen ließen, richtete der Unternehmer 1888 und 1891 Fabrikationsstätten in zwei stillgelegten Sägewerken, zuerst in Paulstern, dann in Sternfeld bei Spandau ein. Die von Berlin ausreichend entfernte Lage an Spree und Fauler Spree war optimal: Die starke Geruchsentwicklung bei der Verarbeitung des Eingeweidefetts würde die Stadtbevölkerung nicht mehr stören und der Fluss konnte zugleich als Abwasserkanal und Transportweg genutzt werden. Ein eigens dafür angeschaffter Dampfer verband die Fabriken viele Jahre mit einer kleinen Ladestelle der Lehrter Eisenbahn auf der südlichen Spreeseite. Außerdem existierten auf dem Grundstück noch die 1872/1873 für das Betriebspersonal errichteten langgestreckten, drei- und viergeschossigen Ziegelrohbauten, die sogenannten „Familienhäuser“.
Das Besitztum Sternfeld umfasste etwa 200 Morgen, d. h. etwa 50 Hektar. Die Fertigung wurde aufgeteilt: Eine Fabrikationsstätte diente der Herstellung des Kerzenrohstoffs Stearinsäure und der Nebenprodukte wie Olein, Glycerin und Pechgummi, in der anderen fand die Verarbeitung zu Kerzen statt. Zum Zeitpunkt der Gewerbe-Ausstellung 1896 beschäftigte A. Motard & Co. ca. 400 Personen, darunter 250 Frauen. Der Maschinenpark bestand aus 15 Dampfkesseln, 17 Dampfmaschinen, 110 Elektromotoren und 4 Dynamomaschinen. Der Motardsche Besitz erstreckte sich um 1900 beidseits der Sternfelder Straße sowie zwischen dem heutigen Großen Spreering (Berlin-Haselhorst), der Nonnendammallee, dem Rohrdamm und der Faulen Spree. Er umfasste auch einige große Obstplantagen und zwei neu errichtete Villen, die den späteren Motard-Direktoren als Wohnsitz dienten. Ab 1905 verkaufte Motard Anteile seines Grundbesitzes an die Siemens & Halske AG, die Charlottenburger Wasserwerke und später Osram – bis schließlich nur noch ein 20.000 m² großes Anwesen an der Nonnendammallee 32–36 übrig blieb. Die durch das Gelände führende Straße erhielt 1907 den Namen Motardstraße. Der Gleisanschluss an die Siemens-Güterbahn wurde 1917 errichtet.

## Aktiengesellschaft
1923 gründete die Aktiengesellschaft für chemische Produkte, vorm. H. Scheidemandel zusammen mit den Fabrikbesitzern Georg Oettel und Serge Freiherr von Ompteda, dem Chemiker Wilhelm Connstein und dem Prokuristen Friedrich Pflugfelder die A. Motard & Co. AG, zwecks „Erwerb und Fortführung des bisher von der Komm.-Ges. A. Motard & Co., Spandau-Sternfeld, betriebenen Unternehmens zur Herstellung u. Verarbeitung von Ölen, Olein, Fetten, sowie den daraus zu gewinnenden Produkten, von Chemikalien aller Art, der Handel mit den vorerwähnten Gegenständen u. die Beteiligung an Unternehmungen des gleichen oder eines ähnlichen Geschäftszweiges.“ Das Kapital betrug 50 Millionen Mark in Aktien zu 1000 Mark.

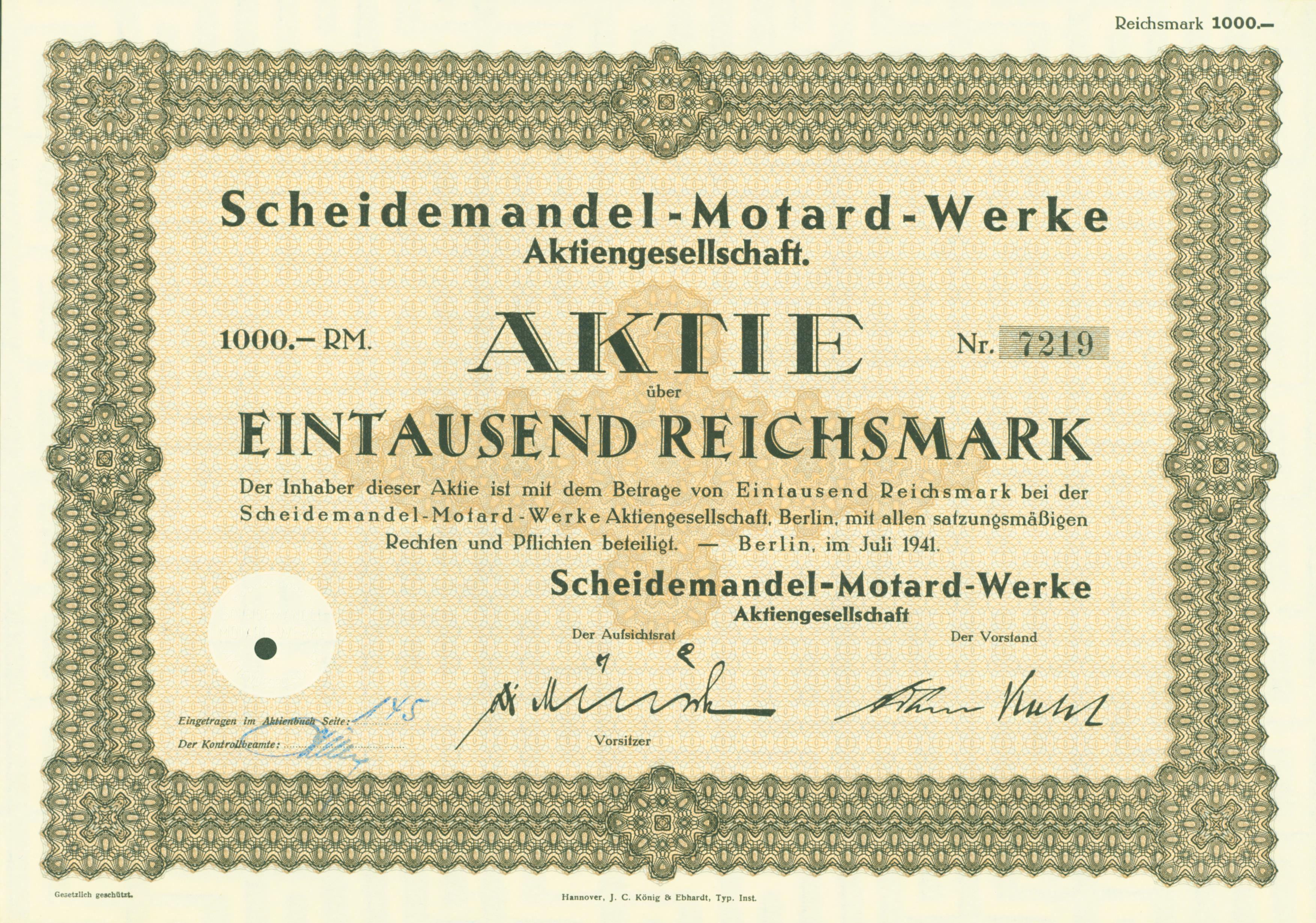
Aktie der Scheidemandel-Motard-Werke AG (1941)

1937 übernahm der Konzern das Unternehmen und führte beide Firmennamen zu Scheidemandel-Motard-Werke AG zusammen. 1970 stellte die Unternehmensführung einen Antrag auf erneute Namensänderung. Zu häufig hatte der Namensbestandteil „Motard“ als „Motorrad“ kursiert. Mit Bewilligung des Antrags firmierte man fortan als Scheidemandel AG. 1979 erwarb die Deutsche Gelatine-Fabriken Stoess & Co. GmbH aus Baden die Aktienmehrheit und nutzte die Werke 16 Jahre lang zur Herstellung ihrer Gelatine. Die Stearinkerzenproduktion jedoch erwies sich als unrentabel und wurde 1980 eingestellt.
Den Zweiten Weltkrieg hatten die Werksanlagen „verhältnismäßig gut überstanden“. Der erneute Betrieb erforderte jedoch zunächst den Wiederaufbau der weitgehend demontierten Fabrik. Dank der Bemühungen der Berliner Werksgemeinschaft stand 1954 „die Firma A. Motard & Co. […] wieder in Westberlin an der Spitze der fettverarbeitenden Betriebe“. Die Bauten aus dem 19. Jahrhundert ließ das Unternehmen Mitte der 1950er Jahre abbrechen. Danach siedelten sich auf dem Gelände kleine Dienstleister an. Die verbliebene Sternfelder Straße ist heute eine Zufahrt der Gartenkolonie Spreewiesen.